# Caçamba Fashion
Caçamba Fashion é o single de estreia da modelo Ellen Milgrau. Influenciada por house music, "Caçamba Fashion" tece uma crítica ao mundo da moda. O single foi elaborado pelo trio Ellen Milgrau, Matheus de Drummond, Leonardo Stroka e teve lançamento no dia 18 de Julho de 2017 no Soundcloud.
A música foi removida das plataformas digitais e o clipe foi removido do Youtube no dia 19 de setembro de 2019, por motivos de pessoais entre os artistas que participaram da gravação do videoclipe. Apesar do EP "The Boche" não estar mais nas plataformas digitais, o video foi readicionado no Youtube na data do dia 07 de outubro de 2020.   

## Videoclipe
Um videoclipe foi lançado em 26 de Julho de 2017. A verba utilizada foi de R$2.000,00. O clipe ultrapassou 180 mil visualizações no YouTube. A direção do clipe foi assinada  por Matheus De Drummond, ator, escritor e tido melhor amigo, na época, da modelo polêmica Ellen Milgrau
1. ↑  «Modelo Ellen Milgrau cutuca o mundo da moda com clipe de 'Caçamba Fashion'». A Gambiarra. 25 de julho de 2017
2. ↑  Ellen Milgrau - Caçamba Fashion (Original Mix) (em inglês), consultado em 21 de julho de 2018
3. ↑  «Modelo, Ellen Milgrau provoca o mundo da moda em clipe». Billboard Brasil. Consultado em 21 de julho de 2018
4. ↑  OFuxico. «10 motivos que provam que você precisa conhecer EllenMilgrau»
5. ↑  «Saiba quais são as tendências de moda para a primavera». Revista Versar. 24 de setembro de 2017
6. ↑  «Ellen Milgrau: a top que bomba nas redes sociais». Dafitimag. 28 de agosto de 2017